# تپه نیلی سیدآباد غربی
تپه  سیدآباد غربی  در اصطلاح محلی به سنگو یا سنگ و آب مربوط به دوران پیش از تاریخ ایران باستان - است و در شهرستان آزادشهر، بخش مرکزی، روستای  سیدآباد واقع شده و این اثر در تاریخ ۳۰ تیر ۱۳۸۴ با شمارهٔ ثبت ۱۲۲۴۱ به‌عنوان یکی از آثار ملی ایران به ثبت رسیده است.